# Bartolomeo Panizza
(Andrea Verga, Sulla vita e sugli scritti di Bartolomeo Panizza)
Bartolomeo Panizza (Vicenza, 15 agosto 1785 – Pavia, 17 aprile 1867) è stato un anatomista, oculista, zoologo e politico italiano, maestro del Premio Nobel Camillo Golgi.

## Biografia

### I primi anni
Bartolomeo Panizza nacque a Vicenza il 17 aprile 1785 da Bernardino, noto medico, e da Adriana Scola. Della sua infanzia sappiamo poco, salvo che fra tutti i fratelli era quello che somigliava di più al padre. Compì a Vicenza i primi studi di lettere e filosofia e, nel 1802, si recò all’Università degli Studi di Padova, dove studiò chirurgia.
Nel 1807 Panizza si laureò in chirurgia e si trasferì all’Università di Bologna, lavorando presso la clinica chirurgica del professor Giuseppe Atti e presso la clinica medica del celebre Antonio Teste. L’anno successivo seguì nell’ospedale di Santa Maria Nuova a Firenze la pratica chirurgica di Nannoni, Mancini e Uccelli, ed ebbe la fortuna di seguire anatomia presso il Mascagni. Frequentava anche, a Vicenza, l’Ospedale sotto la direzione del chirurgo primario Baldini. Il padre medico l’avrebbe voluto subito suo collaboratore, ma Panizza, appena ventiquattrenne, desiderava essere più di un medico condotto. Così nel 1809 si recò a Pavia, dove si iscrisse alla facoltà di medicina. Alloggiava in una camera a tetto, senza particolari comodità, e grazie ai suoi risparmi e alla sua diligenza riuscì a laurearsi in medicina con lode nel 1809.

### Le esperienze lavorative
Per i successivi tre anni Panizza si trattenne a Pavia, dove assisteva alla pratica clinica di Antonio Scarpa, docente di anatomia. Durante le vacanze, invece, si recava a Milano nell’Ospedale militare di sant'Ambrogio e nell’Ospedale Maggiore. Egli visitava tutti i giorni la camera dei morti, sceglieva i cadaveri e gli iniettava gesso traendo interessanti preparazioni che inviava in dono al Museo anatomico di Pavia. Le difficoltà economiche affrontate durante gli studi divennero più pressanti quando il padre, desideroso di averlo al fianco nell’esercizio della professione, nel 1811 gli inviò una lettera che lo indulgeva a tornare a casa, non essendo più disposto a sostenere ulteriori sacrifici. Panizza restò comunque a Milano, ma ben presto si esaurirono i suoi piccoli risparmi e si trovò così ridotto a vivere “di pane e castagne”.
Egli partecipò ad un’amputazione di coscia diretta dal celebre Paolo Assalini nell’Ospedale militare di sant'Ambrogio. Assalini fu immediatamente colpito dall’aria nobile e intelligente di Panizza, dagli abiti logori e dalle scarpe rotte e dalla sua costante attenzione durante l’operazione; così subito dopo decise di invitarlo ad abitare presso di lui. Panizza, inoltre, ottenne il posto di chirurgo minore nell’ospedale militare di sant'Ambrogio.

### I due matrimoni
Nel 1828 Panizza sposò la figlia del professor Cairoli, suo collega e amico, dalla quale ebbe una bambina. Dopo la morte della moglie (avvenuta nel 1829) si risposò il 3 novembre 1832 con la figlia del ragioniere milanese Restelli, dalla quale ebbe cinque figli. Anche la seconda moglie venne a mancare, a trentasei anni, a causa di una malattia cardiaca.

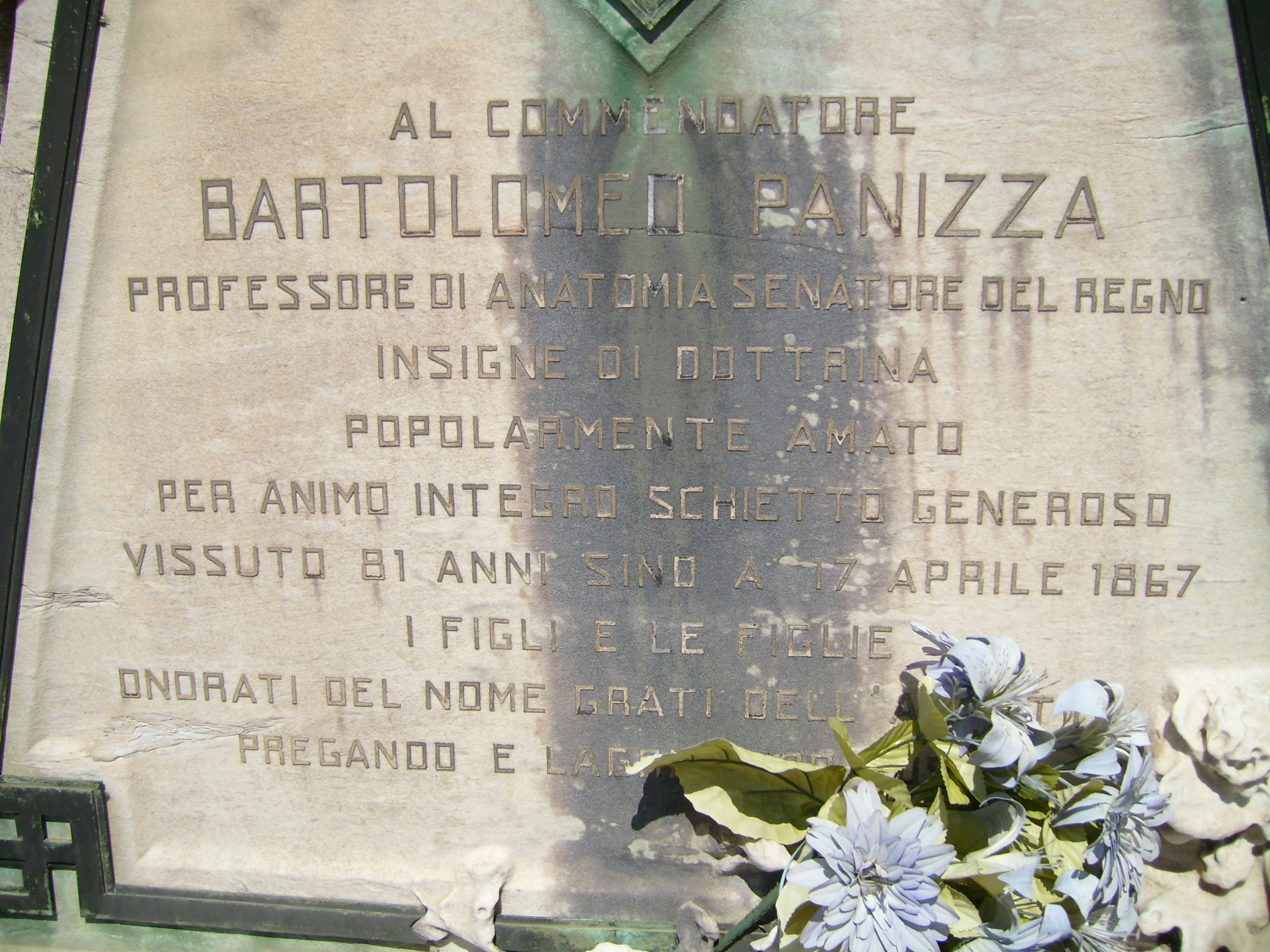
Tomba di Bartolomeo Panizza, Cimitero Monumentale, Pavia, Italia

### La carriera politica
Nel 1860 Panizza fu nominato senatore del Regno e si interessò particolarmente alle questioni dell’obbligo dei chierici al servizio militare, dell’abolizione della pena di morte, della soppressione dei corpi religiosi e della condanna dell’ammiraglio Persano.

### La malattia e la morte
Panizza fu soggetto a molte malattie sanguigne e nervose, soprattutto nevralgie e otiti che gli indebolirono l’udito. Morì il 17 aprile 1867 in seguito a una febbre durata oltre sei giorni.
Lettere di condoglianze pervennero alla sua famiglia non solo da tutta Italia, ma anche dalla Francia e dalla Germania. Il professore Bussedi si incaricò dell’epigrafe da collocarsi alla porta della chiesa del Carmine. L’ospedale maggiore di Milano diede una solenne commemorazione al Panizza invitando il professor Albertini ad inaugurare il suo corso di anatomia operatoria (1867-68) in onore di Panizza. Vennero per lui erette due lapidi: una davanti alla sua casa di Vicenza, per cura di alcuni medici; l’altra nel cimitero della città, per cura dei figli. Inoltre una Commissione di medici e professori decise di erigergli una statua nell’Ateneo pavese.

## Attività scientifica

### Il successo accademico

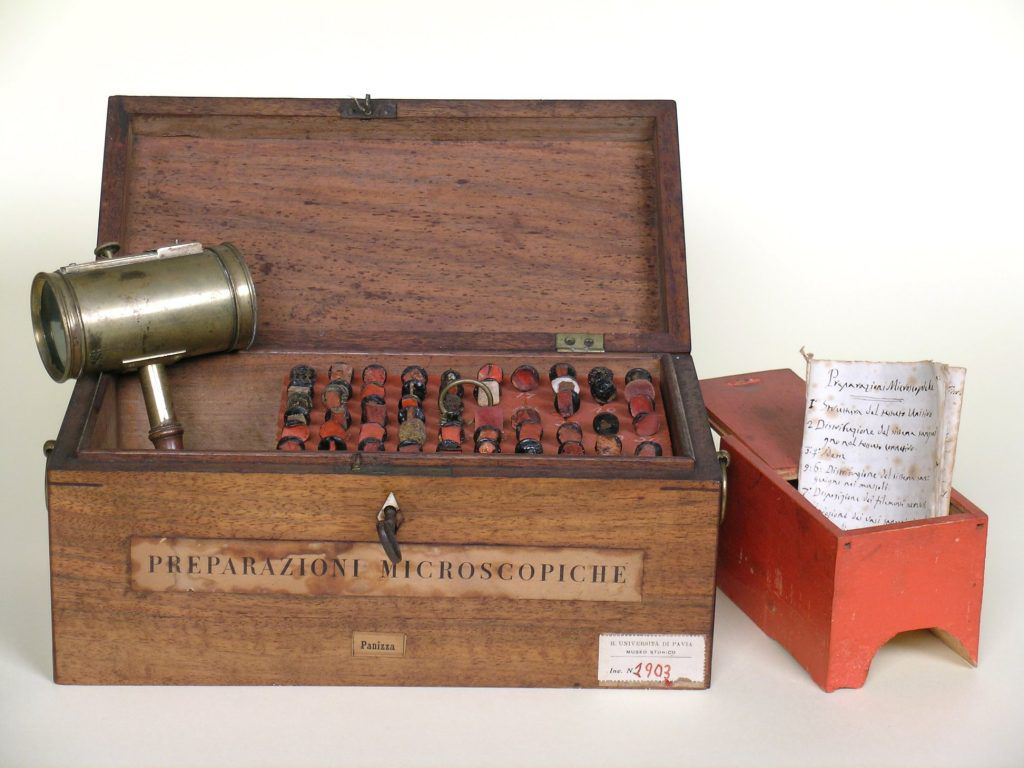
Microscopio e micro preparati di Panizza

Su raccomandazione di Scarpa, direttore della facoltà di medicina dell’Università di Pavia, nel 1817 Panizza ebbe la nomina di professore titolare alla cattedra di anatomia. Pochi anni dopo ottenne anche l’incarico di supplenza alla cattedra, allora vacante, di oculistica. Molti medici illustri del tempo si congratularono con lui, ricercarono la sua amicizia e la sua stima e a poco a poco l’intero ambito medico italiano lo proclamò “il principe de’ suoi anatomici”. Il successo delle sue lezioni era dovuto al fatto che egli forniva la prova materiale delle sue spiegazioni sul cadavere fresco. Suoi studenti e allievi furono, tra gli altri, Cesare Lombroso, Andrea Verga e Camillo Golgi.

### Le opere
Nel 1821 Panizza pubblicò ‘Osservazioni sul fungo midollare dell’occhio e sulla depressione della cataratta’, seguite nel 1826 da un’ ‘Appendice sul fungo midollare dell’occhio’. Incoraggiato dal buon esito dei suoi lavori di oculistica, nel 1830 Panizza si applicò a un’opera puramente anatomica, "Osservazioni antropozootomico - fisiologiche", che tratta la struttura dei genitali maschili nell’uomo e in molti mammiferi e della comunicazione tra il sistema linfatico e quello sanguigno. Quest’opera, per l’importanza degli argomenti trattati in modo semplice e chiaro e per la bellezza delle figure che la illustrano, ebbe un successo immenso ed assicurò a Panizza la fama di un grande anatomico, tanto che l’Accademia di Francia gli conferì il grande premio di fisiologia.

Nell'opera del 1832, ‘Sul sistema linfatico dei rettili’, Panizza dimostrò per primo in Italia che il cuore dei rettili è diviso non solo in due orecchiette ma anche in due ventricoli e presenta un foro di comunicazione tra il sangue arterioso e venoso. Anche dopo la pubblicazione di quest’opera egli ricevette congratulazioni ed elogi da studiosi italiani, francesi e tedeschi, come il fisiologo Martini che gli scrisse “il tuo nome è già scritto nel volume dell’eternità”. Inoltre Panizza venne nominato membro dell’Accademia delle Scienze dell’Istituto di Francia, primo corpo scientifico d’Europa.

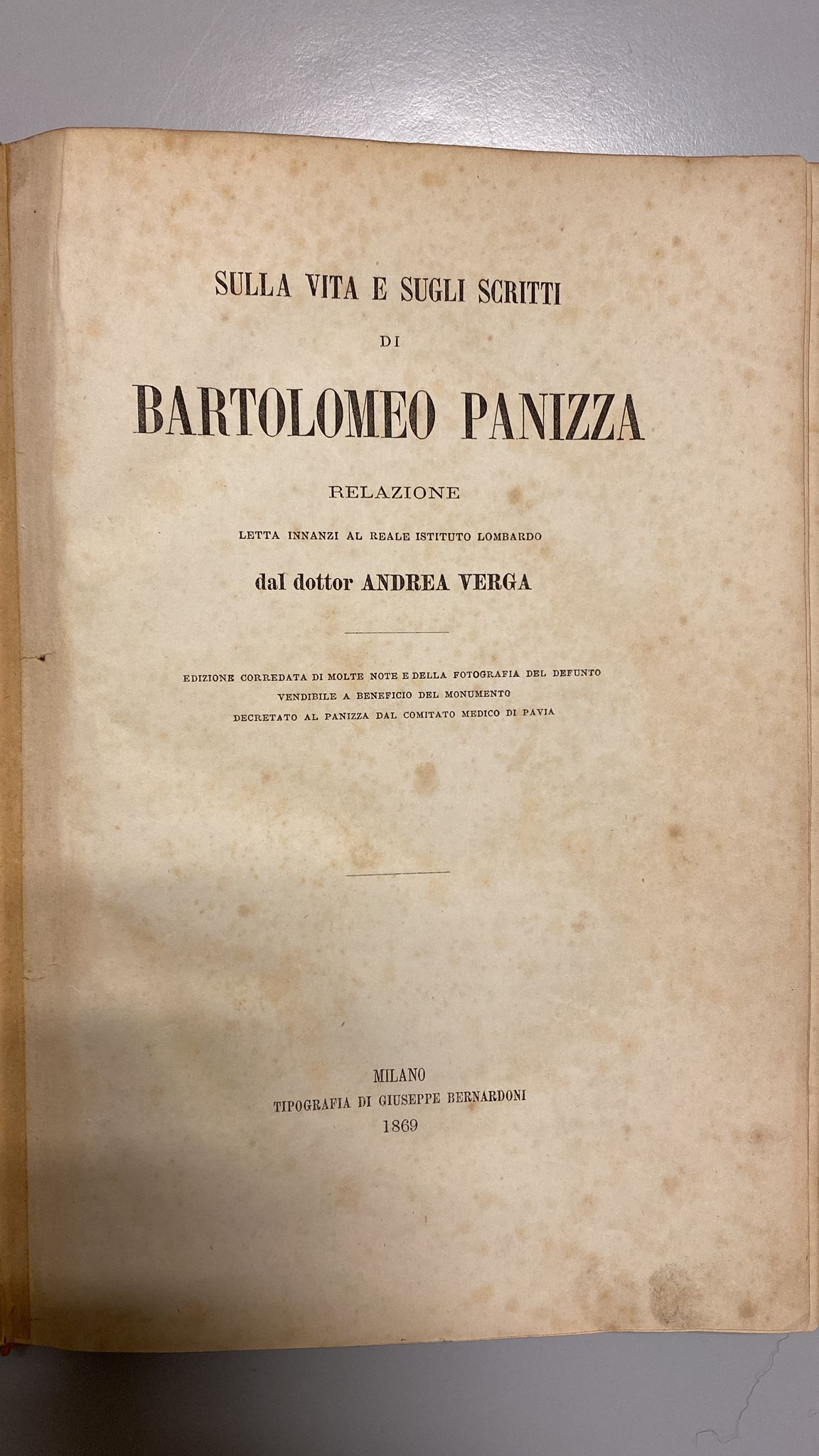
"Sulla vita e sugli scritti di Bartolomeo Panizza: relazione letta innanzi al Reale Istituto Lombardo dal dottor Andrea Verga", conservato nella biblioteca dell'Università Campus Bio-Medico.

Non era ancora passato un anno che Panizza si collocò tra i più validi fisiologi del tempo pubblicando le sue ‘Ricerche sperimentali sui nervi’, nelle quali confermò sperimentalmente l’ipotesi di Charles Bell e François Magendie che le radici posteriori dei nervi spinali avessero una funzione sensoriale e le radici anteriori una funzione motoria. Dimostrò anche la funzione gustatoria del nervo glossofaringeo che alcuni proposero in seguito di chiamare ‘nervo gustatorio del Panizza’. Nel 1838 Panizza venne nominato tra i primi sedici membri del nuovo I. R. Istituto Lombardo di scienze lettere ed arti. All’Istituto il 21 gennaio 1841 egli tenne la sua prima lettura in cui parlò di “un mostro umano anencefalo che aveva vissuto diciotto ore”, rafforzando la teoria dei nervi eccitanti motori di Maarshall-Hall.
Nel 1842 pubblicò con la collaborazione del chimico De Kramer un’altra opera ‘Sull’assorbimento venoso’, che venne subito tradotta in francese e riportata nel giornale "L’Expérience". Nello stesso anno Agostino Bertani, giovane medico milanese e allievo di Panizza, fondò la ‘Gazzetta Medica’ e invitò Panizza a prendere il nuovo periodico sotto la sua direzione.
Nel 1843 Panizza si dedicò allo studio della respirazione nelle rane, ampliando e spesso contrastando le scoperte del dottor Haro, attraverso numerosi esperimenti. Successivamente egli pubblicò sulla Gazzetta ‘Annotazioni chirurgiche sulla ghiandola parotide’, in cui mostra la difficoltà e l’incertezza della diagnosi delle malattie di questa ghiandola. Nel 1844 Panizza pubblicò un altro lavoro di anatomia comparata, ‘Sul rapporto tra i vasi sanguigni e linfatici dei rettili’, in cui afferma che l’aorta e le sue principali diramazioni sono bagnate dalla linfa. Lavoro di maggiore mole ed importanza è quello del 1845, ‘Sulla lampreda marina’, in cui Panizza descrive tale pesce dal punto di vista anatomico e fisiologico.

### I lavori finali
Nel 1839 in Italia si tenne una serie di Congressi scientifici. Panizza partecipò come ospite a quelli di Torino, Firenze, Milano, Napoli e Genova. Nel 1847 egli pubblicò nel giornale dell’Istituto lombardo ‘Osservazioni zootomico-fisiologiche sopra i rettili’, in cui tratta della vescica dei rettili. Nel fare queste osservazioni Panizza scoprì un infusorio che chiamò Urceolaria balsami, dedicandolo ad un suo caro amico e collega in questo Istituto.
Nel 1849, essendo state chiuse le scuole dell’Università di Pavia, Panizza fu costretto a dare lezioni privatamente, continuando a preparare nuove pubblicazioni, come la ‘Descrizione di un vitello privo di occhi’. Nel 1850 lesse all’Istituto l’opera ‘Annotazione sopra un mostro vitellino bicipite unicorporeo, in cui tratta di un vitello avente due cervelli, prodotto di un’aberrazione per eccesso del materiale primitivo dalla testa dell’embrione. Nel 1852 Panizza tenne un’altra lettura, ‘Dei canali deferenti e delle vescicole seminali’. I trattati di anatomia comparata sulle vescichette seminali fino ad allora erano estremamente confusi, tuttavia egli riuscì a far ordine sull’argomento. Nel 1855, Panizza venne dipinto da sostenitori della Corte di Vienna come un professore che aveva perso ogni attitudine ad insegnare, così nel 1856, davanti al tribunale della pubblica opinione, egli stampò le sue ‘Osservazioni sul nervo ottico’ per dimostrare di essere ancora sano di mente. Questo studio contiene la prima descrizione della proiezione corticale delle vie visive al lobo occipitale, anticipando gli studi rivoluzionari di Hermann Munk (1839-1912) della fine del XIX secolo. Le indagini di Panizza misero in dubbio le ipotesi del fisiologo francese Marie-Jean-Pierre Flourens (1794-1867), che supportava il concetto olistico della equipotenzialità, ampiamente accettato dalla comunità scientifica nella seconda metà del XIX secolo. Il 19 aprile 1860 Panizza lesse all’Istituto lombardo "Descrizione di un mostro umano doppio", in cui confermò l’idea che l’unione avviene sempre tra parti omologhe del corpo.
Nel 1861 egli rinunciò ad altre pubblicazioni per concentrarsi sull’insegnamento, infatti decise di diventare professore di anatomia topografica. Nel 1864, ormai ottantenne, Panizza chiese e ottenne la pensione. Il Governo italiano conferì a Panizza il titolo di direttore onorario del Museo anatomico. Nel 1865 egli concesse all’Archivio italiano per le malattie nervose una delle sue Memorie, che tratta del nervo frenico e della bolsaggine.

## Onorificenze

### Altri riconoscimenti
- Membro onorario della Società dei naturalisti di Heidelberg
- Membro onorario della Società Medico Chirurgica di Londra
- Membro onorario della Società Medico Chirurgica di Budapest
- Membro onorario della Società Medico Chirurgica di Lipsia
- Membro onorario dell’Accademia reale di medicina del Belgio